# Момент часу
Момент часу — точка на часовій осі. Про події, що відповідають одному моменту часу, говорять як про одночасні.
Фундаментальна роль цього поняття для формування просторово-часових уявлень розкрита Альбертом Ейнштейном у спеціальній теорії відносності.
Говорити про одночасність перебігу подій можна лише для якоїсь конкретної системи координат.